# Złote rogi z Gallehus

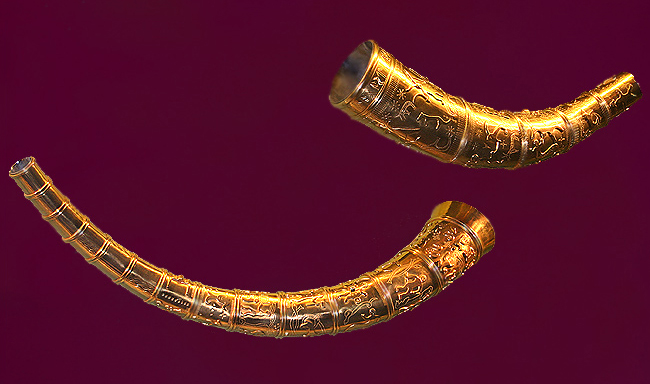
Kopie rogów

Złote rogi z Gallehus – dwa wykonane ze złota rogi, odnalezione kolejno w XVII i XVIII wieku w Gallehus niedaleko Tønder w Danii. Zostały skradzione i przetopione w 1802 roku. Zachowały się jedynie ich rysunki, na podstawie których wykonano kopie.
Pierwszy róg został odkryty przypadkowo w 1639 roku przez mieszkankę wsi Østerby  nazwiskiem Kirsten Svendsdatter. Udająca się do pobliskiego Tønder dziewczyna potknęła się po drodze o nierówność terenu, która okazała się zakopanym w ziemi złotym rogiem długości 68 cm, składającym się z siedmiu pierścieni nałożonych na metalowy korpus. Znalezisko podarowano królowi Chrystianowi IV. U jego węższego końca dorobiono wówczas zatyczkę zakończoną gałką i w ciągu następnych lat wykorzystywano podczas uczt na dworze, później zaś złożono go w skarbcu królewskim.
Drugi róg został wykopany w tym samym miejscu 21 kwietnia 1734 roku przez Jerka Lassena. Był krótszy i masywniejszy od tego znalezionego przez Kirsten Svendsdatter, lecz także uszkodzony – brakowało fragmentu przy węższym końcu, którego mimo wszczętych poszukiwań nie odnaleziono. Lassen zabrał swoje znalezisko do zamku Schackenborg i podarował królowi Chrystianowi VI, który nagrodził go kwotą 200 talarów.
Rogi przechowywano w galerii królewskiej w Kopenhadze. W nocy 5 maja 1802 roku do galerii włamał się przy pomocy wytrycha złotnik Niels Heidenreich, który ukradł rogi, a następnie je przetopił. Schwytany przez policję rok później, został skazany na dożywocie; zwolniono go z więzienia w 1840 roku. Na podstawie zachowanych rysunków wykonane zostały kopie rogów, które przechowywane są obecnie w kopenhaskim Muzeum Narodowym.
Artefakty zostały wykonane przypuszczalnie na początku V wieku i miały przeznaczenie rytualne. Obydwa zabytki pokryte były scenami figuralnymi, na których przedstawiono m.in. wojowników, konie, ryby, psy, węże, gwiazdy i hybrydy ludzko-zwierzęce. Na drugim rogu znajdowała się ponadto inskrypcja runiczna o treści ek hlewagastiR : holtijaR : horna : tawido, co znaczy „Ja HlewagastiR syn Holta/z Holt róg wykonałem”.

## Analiza inskrypcji runicznej
Na jednym ze złotych rogów z Gallehus (dokładnie na rogu B) znajduje się inskrypcja runiczna:
ᛖᚲᚺᛚᛖᚹᚨᚷᚨᛊᛏᛁᛉ᛬ᚺᛟᛚᛏᛁᛃᚨᛉ᛬ᚺᛟᚱᚾᚨ᛬ᛏᚨᚹᛁᛞᛟ

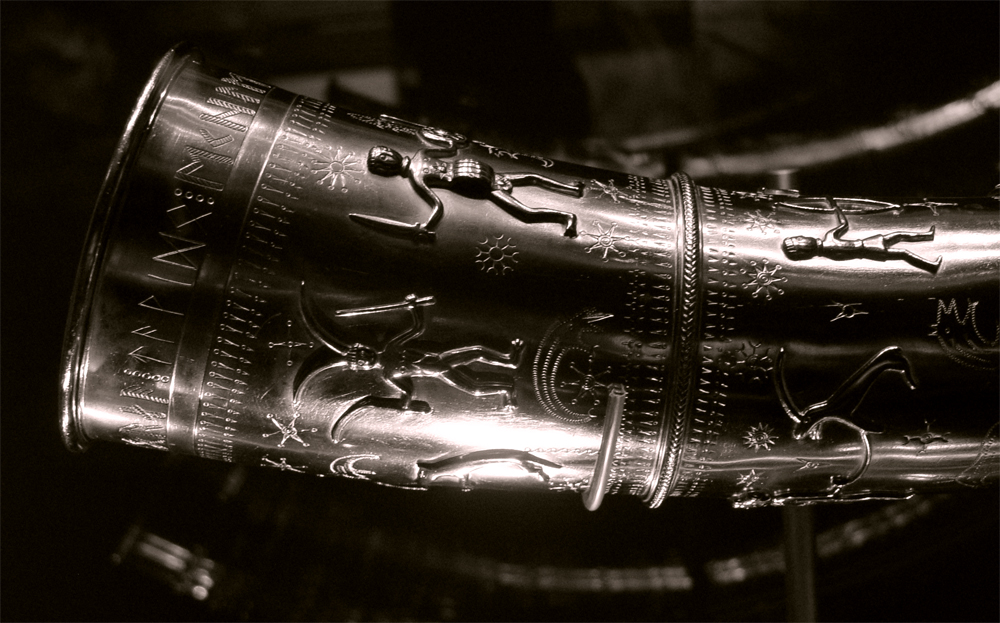
Róg B z widoczną inskrypcją runiczną

Transliteracja: ek hlewagastiR holtijaR horna tawido
Transkrypcja: ek χleu̯aǥastiz χoltii̯az χorna tau̯iđō/ŏ
Herbert Penzl twierdził, że inskrypcja podobnie jak inne najstarsze inskrypcje reprezentuje "prajęzyk północno-zachodniogermański", z którego z kolei wywodzą się języki północnogermańskie i zachodniogermańskie. Swoją argumentację opierał z jednej strony na kolejności wyrazów w zdaniu (podmiot – dopełnienie – orzeczenie), z drugiej strony na morfologii. Theo Vennemann widział z kolei w formie horna liczbę podwójną, zadając przy tym pytanie, dlaczego napis znajduje się tylko na jednym z rogów. Sama ornamentyka rogów w połączeniu z tajemniczymi imionami HlewagastiR i HoltijaR stały się także pożywką dla teorii, które nie zawsze miały wiele wspólnego z językoznawstwem. Można tu wymienić chociażby różne historie „fantastyczne”, jakoby rogi pojawiały się już w mitologii nordyckiej.
Inskrypcja Ek HlewagastiR HoltijaR horna tawido jest frazą werbalną, w której czasownik stoi na ostatnim miejscu. Funkcję podmiotu pełni fraza zaimkowa Ek HlewagastiR, przy czym podmiotem jest tu rzeczownik pospolity HlewagastiR modyfikowany dodatkowo przez rzeczownik HoltijaR, który prawdopodobnie jest przydomkiem. Rzeczownik HoltijaR pełni także funkcję uzupełnienia rzeczownika HlewagastiR. Dopełnieniem biernikowym jest rzeczownik horna, natomiast orzeczeniem czasownik tawido występujący w 1. osobie, liczby pojedycznej, trybu oznajmującego, czasu przeszłego prostego..

### Ek
Napisy runiczne rozpoczynające się od „Ja …” należą do struktur syntaktycznych typowych dla fuþarku starszego. W kwestii etymologicznej językoznawcy widzieli w zaimku ek wpływy północnogermańskie, przy czym niektórzy podkreślali fakt, że forma zaimka ek występowała w pozycji akcentowanej, natomiast ik w pozycji nieakcentowanej, względnie, że ik jest słabo akcentowaną formą zaimka ek.

### HlewagastiR
HlewagastiR jest rzeczownikiem rodzaju męskiego i jednocześnie nazwą własną. Jest także złożeniem składającym się ze słów Hlew- oraz -gastiR oraz samogłoski łączącej a. Pełni funkcję podmiotu. Pierwszemu z członów: Hlew(a)- w ujęciu etymologicznym mogą być powiązane greckie klé(v)os ("sława"), lub staroislandzkie hlé, względnie dolnoniemieckie Lee (oba w znaczeniu "ochrona"). Nie można jednocześnie wykluczyć związków z pragermańskim wyrazem χleu̯a- ("miejsce schronienia, ochrona"), a także średnioniemieckim lie, czy staroangielskim hlēo(w) i starofryzyjskim hli. Inni badacze widzą analogie do imion pochodzenia frankońskiego, jak Hlodo-… (np. Chlodowich) = gr. kλωτός, czy do słowiańskiego slovo również w znaczeniu "sława".
Jako lepiej udokumentowany uważany jest drugi człon -gastiR. W językach germańskich znany jest jako wyraz prosty wywodzący się od pragermańskiego asti-. Są tu widoczne analogie do gockiego gasts, staroniemieckiego gæst, giest, czy staroislandzkiego gestr. Badacze porównują całe imię HlewagastiR do greckiego Κλεόξενος w innej interpretacji do staroangielskiego gæstahleo, czyli "ochrona gości". Interesujący przypadek językowy znajduje się w wygłosie wyrazu. Część badaczy widzi w -R  (-z) funkcję wyłącznie graficzną, która służy jedynie do oddzielania wyrazów od siebie. Inni wskazują tu jednak na łacińską końcówkę nominalną -s (np. servus, fructus), która w języku pragermańskim uległa przekształceniu w -z, w pranordyckim w -R, a w staroislandzkim w -r, np. łac. ventus – isl. vindr, łac. hostis – pranord. -gastiR, isl. gestr. Nie jest jednak do końca jasne, na których dokładnie obszarach języków północno- i zachodniogermańskich końcówka -z wymawiana była jako /-z/ a w których jak /-R/. W tej kwestii badacze nie są do końca zgodni.
Pod względem semantycznym rzeczownik HlewagastiR doczekał się wielu intepretacji. Według Kieler Runenprojekt może on oznaczać "gościa/człowieka chronionego" lub "szukającego schronienia". W innej interpretacji pojawia się "człowiek sławny" bądź "osławiony". Może być tu także mowa o "tym, który gościł sławnych i zwierzęta ofiarne".

### HoltijaR
Rzeczownik HoltijaR wzbudził podobnie niemałe kontrowersje jak HlewagastiR. Uważany jest przez badaczy za apozycję względnie przydomek. W kwestii semantyki wyrazu badacze interpretują wyraz jako patronim ("syn/potomek Holte"), apelatiwum ("mieszkaniec/pracownik lasu"), określenie pochodzenia ("człowiek z Holsztynu"), względnie toponim (staroang. holt). Morfologicznie wyraz HoltijaR wykazuje cechy typowe dla rzeczowników indogermańskich. Widoczny jest tu model: rdzeń + sufiks 1 + sufiks 2 + … + końcówka (Holt-ija-R). Istnotną rolę pełni tu produktywny sufiks derywacyjny -ija-.

### horna
Pojedynczy badacze widzieli w formie rzeczownika horna formę liczby podwójnej (dualis). Koncepcja ta spotkała się jednak z ostrą krytyką. Istniejąca do dziś w językach zachodnio-skandynawskich forma horn, wykazuje etymologiczną bliskość do gockiego haurn oraz staroang./staroniem. horn. Zachowały się jednak wyłącznie formy mianownika i biernika, dlatego problematyczne pozostają pozostałe formy fleksyjne, które można wywnioskować tylko na podstawie mianownika. W rdzeniu rzeczownika horna występuje fonem /ŏ/, przy czym pierwotna głoska /u/ [pragerm. hurnan] pod wpływem następującej po niej głoski z niskim położeniem języka uległa przekształceniu do niższego /o/.

### tawido
Badacze są zgodni co do osoby, liczby i trybu czasownika tawido. Sufiks -do charakterystyczny jest dla formy czasu przeszłego prostego czasowników słabych. Należy podkreślić, iż podstawą pranordyckiej formy czasu przeszłego prostego jest indogermański aoryst. Końcówka osobowa w formie samogłoski -ō ma według badaczy szczególnie archaiczny charakter i jest bezpośrednim odpowiednikiem pragermańskiego *[d]ō/m. W innych językach zachodniogermańskich znane są wyłącznie końcówki a-, względnie -e, por. pranord. walidō, gockie walida i staroislandzkie valða. 